# Chmielnik (województwo podkarpackie)
Chmielnik (1949-98 Chmielnik Rzeszowski) – wieś w Polsce, położona w województwie podkarpackim, w powiecie rzeszowskim, w gminie Chmielnik.
W latach 1954–1972 wieś należała i była siedzibą władz gromady Chmielnik. W latach 1975–1998 wieś administracyjnie należała do województwa rzeszowskiego.
Jest siedzibą parafii Matki Bożej Łaskawej, należącej do dekanatu Tyczyn, diecezji rzeszowskiej.
| części wsi | Blichy, Bucznik, Czarna, Donatka, Dół, Góra, Górny Chmielnik, Jarząbki, Kamieniec, Kozia Góra, Księże Budy, Lisi Kąt, Padoły, Podgwizdów, Potoki, Przysłopy, Rzym, Wielkopolska, Wypychów, Zawodzie |

W Chmielniku urodził się Ludwik Bałda.

## Edukacja
Szkoły podstawowe:
- Szkoła Podstawowa nr 1 im. por. Jana Bałdy
- Szkoła Podstawowa nr 2 im. Ojca Świętego Jana Pawła II
- Szkoła Podstawowa nr 3 im. św. Maksymiliana Marii Kolbego

Szkoły gimnazjalne:
- Gimnazjum w Chmielniku im. Szarych Szeregów
- Społeczne Gimnazjum Doliny Strugu w Chmielniku